# Eudynamys
Eudynamys är ett fågelsläkte i familjen gökar inom ordningen gökfåglar. Släktet omfattar tre arter som förekommer från Nepal till södra Kina och Filippinerna söderut till Australien:
- Sulawesikoel (E. melanorhynchus)
- Asiatisk koel (E. scolopaceus)
- Australisk koel (E. orientalis)

Vissa, som Birdlife International och IUCN, inkluderar sulawesikoeln samt bestånd i norra Moluckerna (vanligen behandlad som en del av asiatisk koel, i australisk koel.